# 손에 잡히는 경제
《손에 잡히는 경제》는 MBC 표준FM에서 평일 아침 8시 30분, 매일 저녁 8시 5분에 방송되는 경제 시사 전문 라디오 프로그램이다.
단, 평일 아침에는 대전, 부산, 경남, 대구 지역에는 방송되지 않으며, 매일 저녁은 전국 방송이다.

## 역대 방송 시간
| 방송 채널  | 방송 기간                          | 방송 시간                                                                              |
| ---------- | ---------------------------------- | -------------------------------------------------------------------------------------- |
| MBC 표준FM | 1994년 10월 10일 ~ 1997년 3월 2일  | 매일 아침 8:40 ~ 오전 9:00                                                             |
| MBC 표준FM | 1997년 3월 3일 ~ 1998년 1월 4일    | 매일 아침 8:35 ~ 오전 9:00                                                             |
| MBC 표준FM | 1998년 1월 5일 ~ 1999년 3월 31일   | 매일 아침 8:25 ~ 오전 9:00                                                             |
| MBC 표준FM | 1999년 4월 1일 ~ 2010년 4월 25일   | 매일 아침 8:35 ~ 오전 9:00                                                             |
| MBC 표준FM | 2010년 4월 26일 ~ 2013년 3월 23일  | 월~토요일 아침 8:35 ~ 오전 9:00                                                        |
| MBC 표준FM | 2013년 3월 25일 ~ 2013년 8월 30일  | 평일 아침 8:35 ~ 오전 9:00                                                             |
| MBC 표준FM | 2013년 9월 2일 ~ 2016년 5월 28일   | 매일 아침 8:35 ~ 오전 9:00                                                             |
| MBC 표준FM | 2016년 5월 30일 ~ 2017년 6월 25일  | 매일 아침 8:30 ~ 오전 9:00                                                             |
| MBC 표준FM | 2017년 6월 26일 ~ 2018년 10월 7일  | 매일 오전 11:10 ~ 낮 12:00                                                             |
| MBC 표준FM | 2018년 10월 8일 ~ 2021년 3월 28일  | 매일 아침 8:30 ~ 오전 9:00                                                             |
| MBC 표준FM | 2021년 3월 29일 ~ 2021년 12월 31일 | 평일 아침 8:30 ~ 오전 9:00, 평일 오전 11:05 ~ 오전 11:52                               |
| MBC 표준FM | 2022년 1월 3일 ~ 2023년 11월 19일  | 평일 아침 8:30 ~ 오전 9:00, 평일 오전 11:05 ~ 오전 11:52, 일요일 아침 7:05 ~ 아침 8:00 |
| MBC 표준FM | 2023년 11월 20일 ~ 현재            | 평일 아침 8:30 ~ 오전 9:00, 매일 저녁 8:05 ~ 밤 9:00                                   |

## 진행자
손에 잡히는 경제
- 이진우

손에 잡히는 경제 플러스
- 박정호

## 지역 방송국 프로그램
| 방송국         | 방송 권역                          | 프로그램                 | 방송 시간                               | 진행자                                |
| -------------- | ---------------------------------- | ------------------------ | --------------------------------------- | ------------------------------------- |
| 부산MBC 표준FM | 부산광역시                         | 자갈치 아지매            | 매주 평일 아침 8시 ~ 아침 9시           | 자갈치 아지매 김진수, 서정모 아나운서 |
| MBC경남 표준FM | 경상남도                           | 좋은 아침                | 매주 평일 아침 8시 30분 ~ 아침 9시      | 남두용                                |
| 대전MBC 표준FM | 대전광역시 세종특별자치시 충청남도 | 건강한 아침 유지은입니다 | 매주 평일 아침 8시 30분 ~ 아침 8시 52분 | 유지은                                |
| 대전MBC 표준FM | 대전광역시 세종특별자치시 충청남도 | 알토란 생활법률          | 매주 평일 아침 8시 52분 ~ 아침 8시 57분 | 법무법인 저스티스 변호사 4인          |
| 대구MBC 표준FM | 대구광역시 경상북도                | 달구벌 만평              | 매주 평일 아침 8시 30분 ~ 아침 8시 35분 | 홍문종                                |
| 대구MBC 표준FM | 대구광역시 경상북도                | 여론현장                 | 매주 평일 아침 8시 35분 ~ 아침 9시      | 김혜숙                                |

## 같이 보기
- 경제
- 해피선데이 (KBS 예능본부 제작)
- 감성다큐 미지수 (KBS 2TV)
- 과학다큐 비욘드, 자이언트 펭TV (EBS 1TV)
- 히어로 써클 (EBS·스튜디오 티앤티 공동 제작)
- MBC 뉴스특보 (MBC 보도본부 제작)
- 실화탐사대 (MBC TV)
- SBS 뉴스특보, 그것이 알고싶다, 궁금한 이야기 Y, 신발 벗고 돌싱포맨, SBS 뉴스 이슈진단 (SBS TV)
- MBN 뉴스특보 (MBN)
- 이것은 실화다 (TV조선)
- 천일야사, 채널A 뉴스특보 (채널A)
- YTN 뉴스특보 (YTN)
- 연합뉴스TV 뉴스특보 (연합뉴스TV)
- 아르곤 (tvN)
- 진격의 언니들 (채널S)
- 정선희, 문천식의 지금은 라디오 시대, 배순탁의 B side, 문화야 놀자, 출발 주말세상 차미연입니다, 모두의 퀴즈생활 서유리입니다, 주말엔 나비인가봐, 마음연구소 (MBC 표준FM)
- 라디오 고해소 비밀번호 1053 (cpbc FM)